# Emily Browningová
Emily Jane Browningová (* 7. prosince 1988 Melbourne) je australská herečka, zpěvačka a modelka. Za dřívější role ve filmech Loď duchů a Ned Kelly vyhrála roku 2005 AFI International Award jako nejlepší herečka za její průlomovou roli Violet Baudelairové ve filmu Lemony Snicket: Řada nešťastných příhod. Také hrála hlavní roli v hororovém filmu Nezvaná (2009), v akčním filmu Sucker Punch (2011) a v nezávislém filmu Šípková Růženka (2011). V roce 2015 si zahrála po boku Toma Hardyho ve filmu Legendy Zločinu.

## Dřívější život
Narodila se v Melbourne, je dcerou Andrewa a Shelle Browningových, a také má dva mladší bratry (Nicholase a Matthewa). Vždy se zajímala o umění, citování anglické literatury, fotografování a módní design, jenž byl zároveň její nejoblíbenější předmět na škole. Na chvíli odložila herectví, aby si dodělala vzdělání na Elthamské střední škole, kde v listopadu 2006 získala Victorian Certificate of Education exams.